# Club Atlético River Plate 1946
Questa voce raccoglie le informazioni riguardanti il Club Atlético River Plate nelle competizioni ufficiali della stagione 1946.

## Stagione
Terzo posto ottenuto con un vantaggio di soli due punti sul Racing Avellaneda, e a una sola lunghezza dai rivali del Boca Juniors secondi in classifica, con 34 reti il River ha comunque la miglior difesa del campionato.

## Maglie e sponsor
| Casa | Trasferta |

## Rosa
| N. |                      | Ruolo | Calciatore                |
| -- | -------------------- | ----- | ------------------------- |
|    | Argentina (bandiera) | P     | Amadeo Carrizo            |
|    | Argentina (bandiera) | P     | Héctor Grisetti           |
|    | Perù (bandiera)      | P     | José Soriano              |
|    | Argentina (bandiera) | D     | Héctor Ferrari            |
|    | Argentina (bandiera) | D     | Luis Antonio Ferreyra     |
|    | Argentina (bandiera) | D     | Santiago Kelly            |
|    | Argentina (bandiera) | D     | Eduardo Enrique Rodríguez |
|    | Argentina (bandiera) | D     | Norberto Yácono           |
|    | Argentina (bandiera) | D     | Ricardo Vaghi             |
|    | Argentina (bandiera) | C     | Antonio Báez              |
|    | Argentina (bandiera) | C     | Eligio Corvalán           |
|    | Argentina (bandiera) | C     | José Curti                |
|    | Argentina (bandiera) | C     | Manuel Giúdice            |

| N. |                      | Ruolo | Calciatore         |
| -- | -------------------- | ----- | ------------------ |
|    | Argentina (bandiera) | C     | José Ramos         |
|    | Argentina (bandiera) | C     | Néstor Rossi       |
|    | Argentina (bandiera) | A     | Roberto Coll       |
|    | Argentina (bandiera) | A     | Alfredo Di Stéfano |
|    | Argentina (bandiera) | A     | Alberto Gallo      |
|    | Argentina (bandiera) | A     | Alberto Gennari    |
|    | Argentina (bandiera) | A     | Ángel Labruna      |
|    | Argentina (bandiera) | A     | Félix Loustau      |
|    | Argentina (bandiera) | A     | Joaquín Martínez   |
|    | Argentina (bandiera) | A     | José Manuel Moreno |
|    | Argentina (bandiera) | A     | Juan Carlos Muñoz  |
|    | Argentina (bandiera) | A     | Adolfo Pedernera   |
|    | Argentina (bandiera) | A     | Hugo Reyes         |

## Statistiche

### Statistiche di squadra
| Competizione | Punti | Totale | Totale | Totale | Totale | Totale | Totale | DR  |
| Competizione | Punti | G      | V      | N      | P      | Gf     | Gs     | DR  |
| ------------ | ----- | ------ | ------ | ------ | ------ | ------ | ------ | --- |
| PD           | 41    | 30     | 17     | 7      | 6      | 59     | 34     | +25 |
| Totale       | -     |        |        |        |        |        |        | -   |